# Piquete de radar

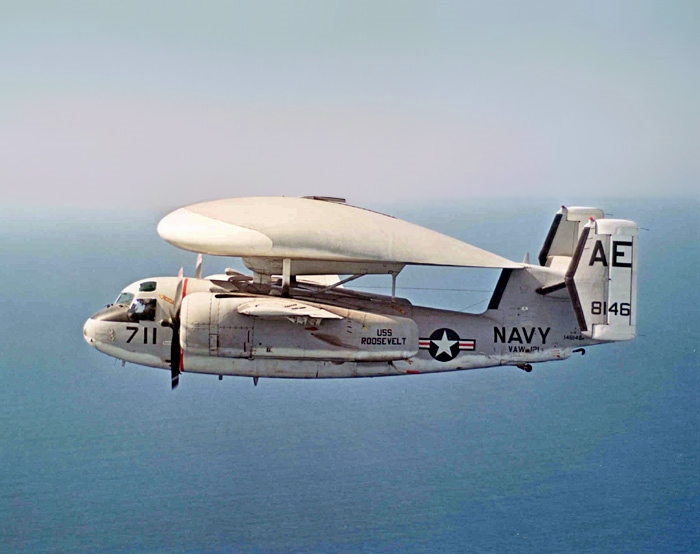
volando en accesorios desplegados a bordo de los transportistas de las Flotas del Atlántico y el Pacífico

Un piquete de radar es una estación, buque, submarino, aeronave o vehículo equipado con un radar para conjurar los ataques sorpresa por parte del enemigo.

## Historia
El piquete de radar existe desde la Segunda Guerra Mundial.
En 1945 la Armada de los Estados Unidos inició el desarrollo de submarinos para piquete de radar.
La Marina Real británica utilizó sus buques de superficie y submarinos nucleares para piquete de radar. A la vez la Fuerza Aérea de Chile utilizó radares para proveer alerta temprana de los ataques argentinos que salían desde la Patagonia argentina. Un Thomson-CSF de la FACh en Punta Arenas apuntaba a Río Gallegos y Río Grande. Otro, perteneciente a la Real Fuerza Aérea británica, estaba en Balmaceda y apuntaba hacia Comodoro Rivadavia.